# Острова дельты Невы

Схема островов и водных объектов в дельте Невы

В Дельте Невы расположено множество островов. Точное количество островов определить сложно, так как одни острова исчезали (Вольный, Галерный, Жадимировского и Турухтанные острова), а другие появлялись благодаря хозяйственной деятельности человека (Артиллерийский, Белый и Монастырский). В XIX веке считалось, что в дельте Невы 101 остров. К настоящему времени их насчитывается от 33 до 42 острова. Наиболее известны 14 островов:
Однако из-за рытья каналов остров Усадица (Адмиралтейский) распался на 5 островов: Летний Сад, 1-й Адмиралтейский, 2-й Адмиралтейский, Ново-Адмиралтейский и Новая Голландия. Менее известен остров Первушин (между Мойкой и Фонтанкой), который каналы разделили на Казанский, Коломенский, Покровский и Спасский острова. После образования Обводного канала появился Безымянный остров. Помимо названных существуют еще Серный, Грязный, Екатерингофский и Резвый острова.